# Juntos Somos Río Negro
Juntos Somos Río Negro (JSRN), o Juntos, es una alianza política transversal que surgió en Argentina en 2015 para presentarse en elecciones a gobernador y legisladores provinciales de Río Negro, liderada por el gobernador actual, Alberto Weretilneck. Está conformada por Unidos por Río Negro; Renovación y Desarrollo Social (Redes); Partido de la Victoria Popular, el Movimiento Patagónico Popular, la Unión Cívica Radical y cuenta con el apoyo del Partido Justicialista y del Nuevo Encuentro.

## Historia
En las elecciones de Río Negro de 2011 ganó la fórmula Carlos Soria-Alberto Weretilneck como gobernador y vicegobernador por la alianza Frente para la Victoria, integrada entre otros partidos, por el Partido Justicialista —al cual adhería Soria— y el Frente Grande —al cual pertenecía Weretilneck—. La elección de Soria representó un cambio importante, al terminar con 28 años de gobiernos radicales en la provincia.
El 1 de enero de 2012, a veinte días de la asunción del nuevo gobierno, Soria fue asesinado por su esposa Susana Freydoz. Weretilneck asumió en su lugar como marca la Constitución provincial en el artículo 180, inciso segundo. 
Tras asumir, se produjo una tensa relación con importantes miembros del justicialismo provincial como el presidente provincial del partido, Miguel Pichetto y el intendente de General Roca e hijo del fallecido gobernador, Martín Soria, quienes buscaban que el justicialismo tuviese mayor peso en el gobierno. A raíz de este enfrentamiento el gobierno provincial se dividió entre los que apoyaban a Pichetto o los afines a Weretilneck. En agosto, el hijo de Pichetto y ministro de Producción de la provincia, Juan Manuel Pichetto, renunció aduciendo diferencias con el gobierno.
En 2013 y a pesar de los conflictos internos el gobierno rionegrino mostró unidad de cara a las elecciones a diputados y senadores nacionales de aquel año, Weretileck apoyó la fórmula encabezada por María Emilia Soria para Diputados y Miguel Pichetto para el Senado. En estas elecciones el Frente para la Victoria resultó victorioso ganando los dos puestos de Cámara Baja en disputa y 2 de los 3 por la mayoría de la Cámara Alta.
Los conflictos volverían a profundizarse dado el apoyo del gobierno nacional por entonces liderado por el Frente para la Victoria a Pichetto, jefe de bancada de esa alianza en el Senado de la Nación. Debido a esto en agosto de 2014 Weretilneck estampa su apoyo al Frente Renovador de Sergio Massa, opositor al gobierno nacional y candidato a presidente por ese espacio de cara a las elecciones de 2015. Este paso a las filas opositoras le costó a Weretilneck la renuncia de un gran número de funcionarios y ministros incluyendo a Marcelo Mango, ministro de Educación y también estandarte del Frente Grande partido del cual Weretilneck fue expulsado en octubre de 2014.
En febrero de 2015 Weretilneck formó la alianza que recibió el nombre «Juntos Somos Río Negro» para competir en las elecciones de junio de ese año a gobernador y legisladores provinciales. Esta alianza la integran además de miembros del gabinete provincial los partidos Unidos por Río Negro, Redes, Partido de la Victoria Popular y Movimiento Patagónico Popular. En mayo de 2015 se distancian del Frente Renovador y deciden competir con un sello meramente provincial. Juntos Somos Río Negro resultó el partido más elegido en esta elección siendo Weretilneck electo para gobernar el período 2015-2019 y 26 legisladores provinciales del total de 46 que integran la Cámara.

### Elecciones legislativas nacionales de 2017
En agosto de 2017 Juntos Somos Río Negro presentó una única lista para las primarias de las elecciones legislativas nacionales, dónde en Río Negro se elegían los candidatos para disputarse por dos cargos de diputados en la elección de octubre de ese año. La lista encabezada por Fabián Gatti logró el tercer puesto, con un 18 % de los votos, detrás del Frente para la Victoria y de Cambiemos. Esta situación llevó a que el partido optase, un mes después, por bajar la candidatura para las elecciones generales.

### Elecciones generales provinciales de 2019
El 7 de abril de 2019 se realizaron las elecciones generales en la provincia. Inicialmente Juntos presentó la fórmula Alberto Weretilneck-Arabela Carreras. Sin embargo, tras un proceso judicial se consideró que la candidatura de Weretilneck era violatoria del artículo 175 de la Constitución de la Provincia de Río Negro. Ese artículo establece un límite a la reelección y sucesión recíproca y según la Corte Suprema de Justicia cualquier otra interpretación es “violatoria de la voluntad constituyente”. Luego de la impugnación de la candidatura inconstitucional de Weretilneck, Juntos presentó como candidatos a Arabela Carreras para gobernadora y Alejandro Palmieri para el cargo de vicegobernador. Por su parte, el entonces vicegobernador Pedro Pesatti encabezó la lista a legisladores provinciales por representación poblacional. Arabela Carreras resultó elegida con más del 52 % de los votos, siendo segundo Martín Soria del Frente para la Victoria, quien obtuvo el 35 % de los sufragios.  
Meses después el partido se adjudicó victorias en las intendencias de Cipolletti, con la victoria de Claudio Di Tella; de Bariloche, con Gustavo Gennuso; en Choele Choel con Diego Ramello y en Viedma se consagró el vicegobernador Pedro Pesatti, quien debió renunciar a su banca como legislador para la cual había sido elegido y optó por ocupar el cargo de intendente de la capital provincial.

### Elecciones generales provinciales de 2023
El 29 de enero de 2023 se informó el ingreso de la Unión Cívica Radical en la coalición y siendo así la primera provincia donde la UCR no forma parte de Juntos por el Cambio. El anuncio lo llevó a cabo Alberto Weretilneck. Además, en febrero se suman a la alianza representantes del Partido Justicialista, Frente Renovador, Nuevo Encuentro y Victoria Popular bajo el sello de «Nos Une Río Negro». Por lo tanto, JSRN logró aglutinar para esta elección a representantes de los dos partidos más históricos del país: la UCR y el PJ. El partido postuló la misma fórmula que en 2015: Weretilneck-Pesatti. Mientras que la UCR integró la lista de JSRN, Nos Une Río Negro presentó una lista aparte con los mismos candidatos para la gobernación, bajo el sistema de colectoras. Sumando ambas listas la fórmula recibió el 42% de los votos, resultando vencedora de los comicios.
En cuanto a legisladores provinciales la coalición de Weretilneck logró los votos para acceder a tener 25 representantes sobre el total de 46: 19 legisladores son propios, 5 son socios peronistas (Nos Une Río Negro) y dos radicales (UCR).

### Elecciones legislativas nacionales de 2023
En las elecciones a diputados nacionales de 2023 por la provincia de Río Negro el partido ocupó el cuarto lugar en las preferencias de los electores, al cosechar el 15% de los votos, por lo que no logró ninguna de las tres bancas en disputa.

## Ideología
El periodista Sebastián Simonetti publicó en 2022 citas textuales de un dirigente del partido que describe la posición política del partido como un confluir de distintas ideologías: peronistas, antiperonistas, de derecha, más progresistas.

## Representantes en el Congreso Nacional
Diputado nacional
| Bloque Juntos Somos Río Negro Presidente: Agustín Domingo | Bloque Juntos Somos Río Negro Presidente: Agustín Domingo | Bloque Juntos Somos Río Negro Presidente: Agustín Domingo | Bloque Juntos Somos Río Negro Presidente: Agustín Domingo | Bloque Juntos Somos Río Negro Presidente: Agustín Domingo |
| Retrato                                                   | Nombre                                                    | Mandato                                                   | Mandato                                                   |                                                           |
| Retrato                                                   | Nombre                                                    | Inicio                                                    | Fin                                                       |                                                           |
| --------------------------------------------------------- | --------------------------------------------------------- | --------------------------------------------------------- | --------------------------------------------------------- | --------------------------------------------------------- |
|                                                           | Agustín Domingo                                           | 2021                                                      | 2025                                                      |                                                           |

Senadora nacional
| Retrato | Nombre              | Mandato | Mandato |
| Retrato | Nombre              | Inicio  | Fin     |
| ------- | ------------------- | ------- | ------- |
|         | Mónica Esther Silva | 2023    | 2025    |

## Historia electoral

### Gobernador
|  | 52.80 % |

|  | 52.64 % |

|  | 42.1 % |

### Legislatura
|  | 48.33 % |

|  | 47.31 % |

|  | 51.68 % |

|  | 51.92 % |

|  | 24.05 % |

|  | 25.25 % |